# Большие Кемары
Большие Кемары — село в городском округе Перевозский Нижегородской области. Население 252 (2010) человека

## Общая физико-географическая характеристика
Географическое положение
По автомобильным дорогам расстояние до областного центра города Нижнего Новгорода составляет 120 км, до административного центра города Перевоз — 27 км.
Часовой пояс
Большие Кемары, как и вся Нижегородская область, находится в часовой зоне МСК (московское время). Смещение применяемого времени относительно UTC составляет +3:00.

## История
До 31 мая 2017 года входило в состав Дубского сельского совета.

## Население
| 2002 | 2010 |
| ---- | ---- |
| 333  | ↘252 |

Национальный состав
Согласно результатам переписи 2002 года, в национальной структуре населения русские составляли 93% из 333 человек.